# غيلبرتو كوريا
غيلبرتو كوريا (بالإسبانية: Gilberto Correa)‏ هو مذيع وصحفي فنزويلي، ولد في 24 فبراير 1943 في ماراكايبو في فنزويلا.

## وصلات خارجية
- غيلبرتو كوريا على موقع IMDb (الإنجليزية)